# Josip (praotac)
Josip (hebrejski: יוֹסֵף, Yosef; arapski: يوسف, Yusuf) je bio jedanaesto dijete njegova oca Jakova, a prvo od dvoje koje je imao sa svojom voljenom ženom, Rahelom. Jakov ga je volio više od sve djece, pa su njegova braća bila ljubomorna. Jedne noći Josip je usnuo da će postati gospodar nad svojom braćom koja će mu se klanjati. Oni ga zbog toga još više zamrziše i odluče ga ubiti. No, najstariji od sve braće, Ruben, protivio se ubojstvu brata pa je rekao da ga bace u bunar te je otišao od njih. Kada su ga ostala braća htjela izvaditi iz bunara i ubiti ga, Juda se protivio te je predložio da ga radije prodaju trgovcima koji su karavanama prolazili, idući u pravcu Egipta.
U Egiptu je Josip postao sužanj u kući faraonovog činovnika Potifara. Josip je brzo zadobio njegovo povjerenje, pa ga je postavio za upravitelja kuće. Potifarovoj ženi Josip se svidi i odluči ga zavesti, no on njene namjere odbija ostajući vjeran gospodaru. Ljuta njegovim postupkom, ona ga optuži da je on nju zavodio. Zbog toga Josip dospijeva u zatvor gdje njegova pamet i spretnost brzo dolaze do izražaja. Bio je vrlo omiljen, a tumačio je snove dvojici faraonovih slugu.
Jednom faraon usnu san koji mu nitko nije uspio protumačiti. Sluge se sjetiše Josipa pa ga preporuče faraonu. Faraon mu ispriča san u kojem je usnio sedam debelih krava, a potom i sedam mršavih krava koje su pojele one debele. Osim njih usnuo je i sedam šturih klasova kako gutaju sedam jedrih klasova. Josip, uz Božju pomoć, pretkaže faraonu sedam sušnih godina koje će uslijediti nakon sedam plodnih godina. Preporučio je faraonu da se na to pripremi. Faraon ga za nagradu postavi za upravitelja dvora.
Nakon sedam godina obilja tijekom kojih je Josip skupio zalihe uslijedio je sedam gladnih godina. Žita nije bilo nigdje osim u Egiptu, pa su Josipova braća došla u Egipat kupiti ga. Josip ih je prepoznao, ali oni njega nisu. Stavio ih je na kušnju kako bi vidio jesu li se promijenili. Zadržao je jednog od njih u zatvoru i naložio im da sljedeći put povedu Benjamina, najmlađeg brata. Benjamin je, uz Josipa, bio jedino Jakovljevo dijete s Rahelom. On nije želio pustiti ga, ali mu braća obećaju da će ga vratiti nazad.
Sljedeći put kad su bili u Egiptu, Josip naredi da se u Benjaminovu vreću sa žitom ubaci zlato kako bi ga mogao optužiti za krađu.
Braća nisu željela pustiti Benjamina znajući kako bi njihov stari otac umro od tuge. Preuzeše krivnju na sebe. Vidjevši da su mu se braća promijenila Josip im se odaje. Nakon toga braća se vratiše po oca i nastaniše se u Egiptu. U Knjizi Postanka ovime i završava priča o Josipu.

### Etimologija
Josip dolazi od hebrejske riječi hosif(הוסיף) što znači dodati.